# Branko Lang
Branko Lang (1933. – 4. ožujka 1994.), hrvatski psihijatar.
Medicinski fakultet i specijalizaciju iz neuropsihijatrije završio je u Zagrebu. Tijekom studija završio je kod prof. dr Stjepana Betlheima psihoanalizu. Od 1960. godine bavi se alkohologijom, psihoterapijom, obiteljskom terapijom i teorijom i praksom terapijske zajednice. Dugogodišnji suradnik i nasljednik Vladimir Hudolina na poziciji predstojnika Klinike za neurologiju, psihijatriju alkoholizam i druge ovisnosti Kliničke bolnice "Sestre Milosrdnice" u Zagrebu i voditelj Centra za proučavanje i suzbijanje bolesti ovisnosti.

## Karijera
Kao najbliži suradnik Vladimir Hudolina sudjelovao u konstituiranju alkohološke službe. Osnovao brojne klubove liječenih alkoholičara te razvio sustav liječenja alkoholizma. 
Promotor je brojnih medijskih aktivnosti, višegodišnje je vodio radijske emisije preventivnog karaktera.
Objavio je 150 znanstvenih i stručnih radova. 
Sudjelovao u radu Linije Povjerenja na II programu Hrvatskog Radija.

## Uredništvo časopisa
- Glavni urednik stručnog časopisa Al-Klub
- Glavni urednik znanstvenog časopisa Alcoholism

## Vanjske poveznice
- Alkohološki Glasnik